# Kindertagesstätte Prinzengarten

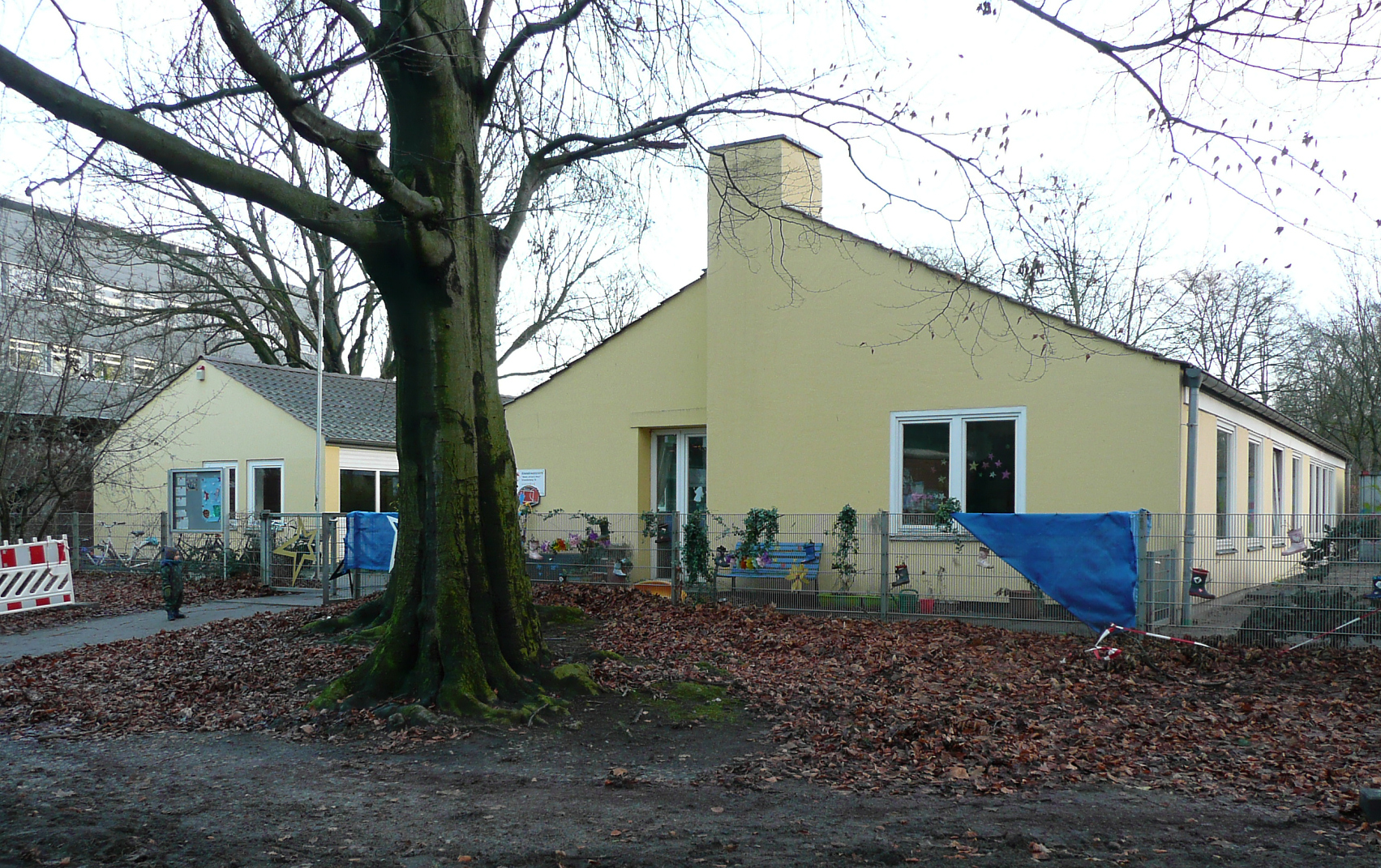
Kindertagesstätte Prinzengarten

Kindertagesstätte Prinzengarten, auch Kindertagesstätte Schneiderberg und Marie-Juchacz-Haus sowie Kindertagesstätte im Prinzengarten genannt, ist eine denkmalgeschützte Kindertagesstätte in Hannover in den Grünanlagen des Prinzengartens. Der Standort des Gebäudes aus den 1950er Jahren findet sich nordwestlich des ehemaligen Welfenschlosses an der Straße Schneiderberg 1a in der Nordstadt der niedersächsischen Landeshauptstadt.

## Geschichte und Beschreibung

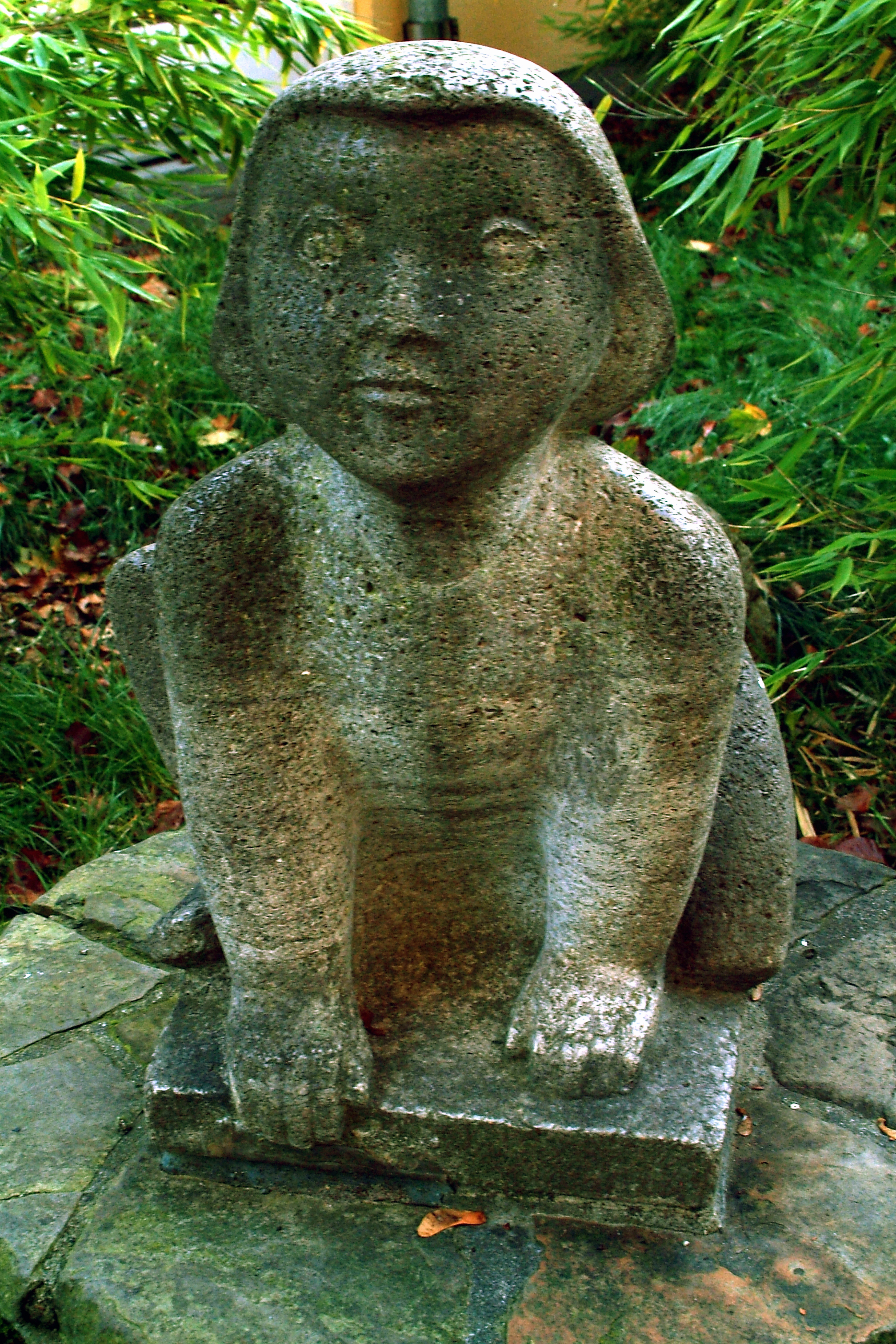
„Hockendes Kind“ von Reinhold Kniehl vor dem heute von der Arbeiterwohlfahrt (AWO) betreuten Maria-Juchacz-Haus

In der Nachkriegszeit errichtete der Architekt Ernst Zinsser gemeinsam mit seinem Kollegen Weidner im Prinzengarten, der unweit des heutigen Hauptgebäudes der Universität Hannover an den Welfengarten grenzt, ein eingeschossiges Gebäude zur Tages-Betreuung von Kindern. Auf dem vorgesehenen Grundstück errichtete er eine bauliche Anlage in der Form eines liegenden Buchstabens Z. Durch Verlängerungen des südlichen wie auch des nördlichen Baukörpers über den Verbindungstrakt hinaus schuf der Architekt in der Außenanlage sowohl im Eingangsbereich als auch im Spielbereich kleine Hofsituationen.
Im Nordtrakt war ursprünglich ein Raum für den Hort sowie ein weiterer, langgestreckter Raum, der durch eine Faltwand unterteilbar war, für zwei Kindergarten-Gruppen untergebracht. Im selben Trakt waren auch weitere Nebenräume vorgehalten wie auch der Wasch- und Toilettenbereich.
Im Südtrakt diente ein Raum zunächst für die Krabbelgruppe, zwei weitere Räume waren für die Spieltherapie vorgesehen. Zudem fanden sich Räume für das Personal sowie für die Küche.
Die Liegenschaft besteht aus einem konventionell verputzten Mauerwerksbau mit bündig eingelassenen Türen und Fenstern. Das äußere Erscheinungsbild wird zudem durch flach geneigte Satteldächer ohne Dachüberstand entscheidend mitgeprägt.
Ebenfalls 1955 wurde vor der Kindertagesstätte Prinzengarten, die seinerzeit noch nicht umzäunt war, die von dem Bildhauer Reinhold Kniehl geschaffene, 61 cm hohe Skulptur Hockendes Kind aus Muschelkalk aufgestellt.
1977 fanden umfangreiche Umbauarbeiten nach Plänen des hannoverschen Architekturbüros Bertram und Partner statt. Dabei wurde der Nordtrakt in westlicher Richtung um etwa sechs Meter verlängert, wobei die Verlängerung harmonisch an den Bestand angepasst wurde. Der Umbau verstärkt zudem positiv die gewollte Hofsituation im Eingangsbereich.
Zur Weltausstellung Expo 2000 wurden umfangreiche Sanierungsarbeiten an der Immobilie vorgenommen. Hinsichtlich der Denkmalpflege hat sich die Kindertagesstätte im Prinzengarten in ihrem äußeren Erscheinungsbild bis heute weitgehend ursprünglich erhalten.